# Авока (Міннесота)
Авока (англ. Avoca) — місто (англ. city) в США, в окрузі Маррей штату Міннесота. Населення — 111 особа (2020).

## Географія
Авока розташована за координатами 43°56′56″ пн. ш. 95°38′48″ зх. д. / 43.94889° пн. ш. 95.64667° зх. д. (43.948754, -95.646724).  За даними Бюро перепису населення США в 2010 році місто мало площу 3,03 км², з яких 2,50 км² — суходіл та 0,53 км² — водойми.

## Історія
У 1879 році Авока була названа на честь села Авока в графстві Віклов, Ірландія.
Католицька школа для індійських дівчат працювала приблизно в 1882-1896 роках, а пізніше вона відкрилася в 1905 році як військова школа для хлопчиків, поки її не знищила пожежа в 1910 році.
Католицька церква Святої Рози Лімської постраждала від пожежі в 1889 році, але була відновлена, хоча зараз вона закрита, а споруда знесена.
Три колишні лютеранські церкви давно об’єдналися в Євангельську лютеранську церкву Віри (ELCA), яка закрита в серпні 2018 року.
Неконфесійне товариство «Слово віри», засноване в 1983 році, є єдиною церквою в місті.
Державна школа була побудована в 1894 році, але зараз вона більше не використовується.
Авока постраждала від двох руйнівних пожеж, спочатку в 1907 році, а потім знову в 1952 році.

## Демографія
Згідно з переписом 2010 року, у місті мешкало 147 осіб у 61 домогосподарстві у складі 36 родин. Густота населення становила 49 осіб/км².  Було 77 помешкань (25/км²).
Расовий склад населення:
| - 93,2 % — білих - 2,0 % — осіб інших рас |

До двох чи більше рас належало 4,8 %. Частка іспаномовних становила 5,4 % від усіх жителів.
За віковим діапазоном населення розподілялося таким чином: 26,5 % — особи молодші 18 років, 61,9 % — особи у віці 18—64 років, 11,6 % — особи у віці 65 років та старші. Медіана віку мешканця становила 44,1 року. На 100 осіб жіночої статі у місті припадало 104,2 чоловіків;  на 100 жінок у віці від 18 років та старших — 103,8 чоловіків також старших 18 років.
Середній дохід на одне домашнє господарство  становив 45 963 долари США (медіана — 43 750), а середній дохід на одну сім'ю — 60 018 доларів (медіана — 53 125). За межею бідності перебувало 6,7 % осіб, у тому числі 0,0 % дітей у віці до 18 років та 8,7 % осіб у віці 65 років та старших.
Цивільне працевлаштоване населення становило 46 осіб. Основні галузі зайнятості: виробництво — 37,0 %, освіта, охорона здоров'я та соціальна допомога — 17,4 %, роздрібна торгівля — 15,2 %.